# Cumberland (Wisconsin)
Pour les articles homonymes, voir Cumberland.
Cumberland est une ville américaine située dans le comté de Barron, au Wisconsin. Selon le recensement de 2010, sa population est de 2 170 habitants.

## Géographie
Cumberland est située à 45°32′9″N 92°1′24″O (45,535892, −92,023389), le long du lac Beaver Dam, au début de la rivière Hay.
Selon le Bureau du recensement des États-Unis, la ville a une superficie totale de 4,04 milles carrés (10,46 km2), dont 3,45 milles carrés (8,94 km2) de terre et 0,59 milles carrés (1,53 km2) d'eau.
Cumberland se trouve le long de la US Highway 63 et de la Wisconsin Highway 48.